# Spoorloos (televisieprogramma)
Spoorloos was van 1990 tot 2024 een Nederlands televisieprogramma, dat werd uitgezonden door de KRO, vanaf 2015 door fusieomroep KRO-NCRV. In het programma werd in het buitenland getracht biologische ouders van in Nederland wonende kinderen op te sporen. Veel zaken hadden te maken met geadopteerden en met kinderen van alleenstaande moeders die op zoek waren naar hun vader. In het laatste seizoen richtte het programma zich meer op verhalen van dierbaren die elkaar door het leven waren kwijtgeraakt.

## Nederland
Spoorloos werd vanaf 2 februari 1990 uitgezonden. Het idee was om een televisieversie van het radioprogramma Adres Onbekend te maken. In het begin konden kijkers reageren op de zoekvragen. Dat werd later door de redactie overgenomen.
Spoorloos werd jarenlang vanuit een studio gepresenteerd, eerst door journalist Han van der Meer, later door Debby Petter en vervolgens door Karin de Groot. De eerste jaren waren het vooral oude verloren vrienden en verdwenen liefdes die werden gezocht.  Zij interviewden vrienden of familieleden, waarbij hun motivaties en ervaringen centraal stonden. Vervolgens werd hun een deel van de zoektocht naar de verdwenen vriend of het familielid op een scherm getoond, waarna het interview werd voortgezet. Na vertoning van het laatste deel van de documentaire werden de vermiste vrienden familieleden op het podium geroepen en volgde een emotionele omhelzing.
Later verdween het studiogedeelte en werd de presentatrice vervangen door een voice-over. De opnames vinden nu plaats in de woning van de zoekende persoon, waar de reportages van de zoektocht op een televisie- of computerscherm aan de betreffende persoon worden getoond. Het programma betreft alleen nog maar zoektochten naar biologische familieleden.  De ontmoeting van de zoeker met zijn of haar biologische familie vindt nu vaak plaats in het land van herkomst. Met ingang van 11 december 2017 kwam Jetske van den Elsen er als presentatrice bij: zij staat vooral de zoeker bij.
In juni 2017 werden presentator Derk Bolt en zijn vaste cameraman Eugenio Follender ontvoerd in Colombia - bij de grens met Venezuela. Een week lang werden zij vastgehouden door de Colombiaanse guerrillabeweging ELN. Bolt schreef hierover het boek Ontvoerd.
Vanaf 2022 kwam er kritiek in de media, vanwege het koppelen van geadopteerden aan verkeerde families. In het najaar van 2024 werd het programma meer gericht op het samenbrengen van mensen die elkaar zijn kwijtgeraakt. Vanwege die andere opzet van het programma, besloot KRO-NCRV Bolt na 30 jaar van het programma te halen. Op 1 mei 2024 was zijn laatste uitzending. Bolt zelf had graag verder gewild met het programma. Vanwege de aanhoudende kritiek werd het programma in februari 2025 voorgoed stopgezet.

## Vlaanderen
In Vlaanderen werd Spoorloos uitgezonden op VT4. In 2013 kwam VTM met de reeks Vind mijn familie.
Onder anderen de volgende personen namen de presentatie in België voor hun rekening: Rani De Coninck, Sabine De Vos, Robin Janssens, Terry Verbiest, Lotte Verlackt en Francesca Vanthielen (VTM).

## Andere landen
In Australië (2008-2010) en de Verenigde Staten (sinds 2009) zijn versies van het programma uitgezonden onder de titel Find My Family. In Engeland is een versie van het programma begonnen op 21 april 2011 onder de titel Long Lost Family. Er zijn ook versies in Zweden (Spårlöst), Estland (Sind otsides) en Finland (Kadonneen jäljillä).

## Kritiek

### Algemene kritiek
Sommige geadopteerden vinden dat programma's als Spoorloos en Vermist (1996-2014) het leed van geadopteerden exploiteren. Geadopteerden hebben vaak onvoldoende middelen en ondersteuning om zelf op zoek te kunnen gaan. Als gevolg van deze programma's worden ze bovendien ongewild geconfronteerd met vragen over hun achtergrond. Een ander bezwaar is de privacy van de gezochten die met naam en andere persoonlijke data worden genoemd en besproken.

### Verkeerd gekoppelde families
In 2022 stond in het televisieprogramma Kees van der Spek: Oplichters Aangepakt een tussenpersoon van Spoorloos centraal. De Colombiaan verrichte jarenlang tegen betaling onderzoekswerk en koppelde zeker twee geadopteerden aan de verkeerde familie. Het programma bleek pas vanaf 2019 standaard een DNA-test te doen bij alle zoektochten.
Uit nader onderzoek bleek dat er bij de Nederlandse versie meerdere mismatches waren geweest. In Colombia werden minstens vijf geadopteerden aan een vrouw gekoppeld die niet hun biologische moeder bleek te zijn. In Indonesië ging het om minstens drie gevallen. Volgens een onderzoek van de Volkskrant uit 2024 werden voor 2019, simpele feiten niet gecontroleerd en basale controlevragen niet gesteld.
In 2025 bleek dat het programma opnieuw aansprakelijk werd gesteld voor een verkeerde koppeling, ditmaal door een uit Colombia geadopteerde deelnemer aan het programma uit 2001. Uit haar eigen onderzoek bleek dat ze tot een andere familie behoorde. Ze vond weliswaar een halfbroer en -zus, maar haar biologische moeder en vader waren inmiddels overleden in respectievelijk 2010 en 2012.
Op 21 februari 2025 maakte de omroep KRO-NCRV bekend dat het programma per direct stopte vanwege de verkeerde matches.

### Reacties van deelnemers
De aankondiging van het einde van het programma leidde op Facebook tot reacties van oud-deelnemers. Ze hadden begrip voor het verdriet van de acht gedupeerden, maar betreurden wel het einde. In de loop der jaren werden ruim achthonderd herenigingen tot stand gebracht.